# Belo (Šmarje pri Jelšah)
Belo (Šmarje pri Jelšah) is een plaats in Slovenië en maakt deel uit van de gemeente Šmarje pri Jelšah in de NUTS-3-regio Savinjska. De plaats telde 116 inwoners op 1 januari 2020.